# Dolmen de Mané-Ven-Guen
Pour les autres dolmens situés sur la pointe de Toulvern, voir Dolmens de la pointe de Toulvern.
Le dolmen de Mané-Ven-Guen, également dénommé dolmen de la Grotte, est un dolmen de Baden, dans le Morbihan en France.

## Localisation
Le dolmen est situé dans un bois, au nord de la pointe de Toulvern, à environ 350 m à vol d'oiseau au sud du hameau de Toulvern et 2,3 km au sud du bourg.

## Description
L'édifice se présente comme un double dolmen à couloir,, dont un seul a gardé sa dalle de couverture, supportée par des murets de pierres,. Il est composé de deux chambres funéraires reliées entre elles par un couloir à deux branches.
Des restes du tumulus d'origine sont encore visibles,.

## Historique
Le monument date du Néolithique (IVe millénaire avant J.-C.), le plus petit des deux dolmens pourrait toutefois être une reprise plus tardive. Le monument est fréquenté jusqu'à la période romaine.
Le dolmen est inscrit au titre des monuments historiques par décret du 10 avril 1980.